# Alexandre Gonsse de Rougeville
Alexandre Gonsse de Rougeville, né le 17 septembre 1761 à Arras et mort le 10 mars 1814 à Reims, est un aventurier, figure de la contre-révolution, célèbre pour avoir été immortalisé par Alexandre Dumas sous le nom de chevalier de Maison-Rouge.

## Biographie
Alexandre Dominique Gonsse de Rougeville est le fils de François Joseph Gonsse (1725-1796), un négociant et fermier des droits sur les bières, vins et eaux de vie d'Artois, et de Jeanne Louise Sophie Huret (1734-1780). Son père possède plusieurs domaines : les seigneuries de Rougeville, d'Hastries, de Saint-Laurent, de Wetz et d'une partie de celle de Marles. En dépit de cela et de l'ajout à son patronyme du nom de la terre de Rougeville, il est de naissance roturière.
Il n'a pas quinze ans quand, en 1776, il devance La Fayette pour prendre part à la Guerre d'indépendance américaine. À son retour, devenu écuyer de Monsieur, frère du roi, il suit le couple royal aux Tuileries. Dans l'ombre, il participe alors à l'épisode des chevaliers du poignard et le 20 juin 1792, sauve la reine Marie-Antoinette des émeutiers.
Homme à femmes, dénoncé par sa maîtresse qui le poursuivra toute sa vie, il est arrêté après le 10 août 1792 et enfermé aux Madelonnettes. Il parvient à s'évader, à force de bourses déliées, deux jours avant les massacres de septembre.
Dès lors, il n'a de cesse, par l'action comme par ses écrits, de chercher à libérer d'abord le roi puis la reine, jusqu'à la tentative échouée d'évasion qu'il organise à la Conciergerie en septembre 1793 : le « Complot de l'œillet ». Sa tête est mise à prix ; caché dans les carrières de Montmartre, il parvient en sautant les barrières de Paris à fuir pour se rendre à Vienne demander à l'empereur François le secours de la dernière chance pour sa tante Marie-Antoinette. Mal accueilli par les émigrés qui l'accusent d'être un révolutionnaire, il est arrêté par les autorités autrichiennes pour séduction et pour dettes, et il est emprisonné.
En 1794, rentré en France, il est de nouveau arrêté l'année suivante sur la dénonciation de Guffroy, membre du Comité de sûreté générale qui, avec Robespierre et Le Bon, avait travaillé au service de son père. Après deux ans passés à la Conciergerie entre la vie et la mort, il est libéré au moment de la victoire des royalistes au Conseil des Cinq-cents. Il regagne alors son Artois natal où on le croit tranquille pendant quelque temps menant une vie paisible. Le 23 octobre 1806, à Soissons, il avait épousé Caroline Angélique Boquet de Liancourt, petite-fille de Louis-René Boquet et sœur du général Blaise Hilaire Boquet.
En 1804, au moment de l'affaire Cadoudal-Pichegru, Rougeville est à nouveau dénoncé par sa maîtresse. Les gendarmes investissent son château, mais il parvient à s'échapper par des souterrains. Il finit cependant par se rendre et est placé sous surveillance par la police de Fouché, à Reims. En 1814, notamment par l'intransigeance de Réal qui le pense particulièrement dangereux, il reste l'un des derniers proscrits.
Cependant Rougeville croit tenir sa revanche à l'approche des troupes alliées. Lors de la campagne de France de 1814, il sert de guide aux troupes cosaques à travers les forêts de Villers-Cotterêts et d'Épernay, participant à la chute de cette ville. Un courrier de sa main adressée au général russe est alors intercepté par un détachement français. Aussitôt traduit devant le conseil de guerre, Rougeville est fusillé dans l'heure, contre le mur du cimetière du Champ-de-Mars à Reims, alors même qu'apparaissent sur les hauteurs de la ville les troupes, bientôt victorieuses de Saint-Priest, ramenant le roi Louis XVIII.

## Le chevalier de Maison-Rouge
En 1846, Alexandre Dumas publie le roman historique Le Chevalier de Maison-Rouge, inspiré de la vie d'Alexandre Gonsse de Rougeville et de son implication dans le complot de l'œillet. Un an plus tard, Dumas écrira une pièce homonyme, jouée pour la première fois au Théâtre-Historique le 3 août 1847.
En 1963, l'œuvre est transposée à l'écran par Claude Barma, dans l'un des premiers feuilletons télévisés de l'ORTF.

### Filmographie
- Une aventure secrète de Marie-Antoinette, film muet, réalisation de Camille de Morlhon, France, 1910.
- Le Chevalier de Maison-Rouge, film, réalisation d'Albert Capellani, France, 1914.
- The Reign of Terror, film, réalisation de Frederic Wolff, USA, 1914.
- Le Prince au masque rouge (Il cavaliere di Maison Rouge), film, réalisation de Vittorio Cottafavi, Italie, 1953/54.
- Le Chevalier à la rose rouge (Rose rosse per Angelica), film, réalisation de Steno, Italie, 1966.
- Marie-Antoinette et le Chevalier de Maison-Rouge, comédie musicale, réalisation de Didier Barbelivien, Polydor, France, 2015.
- Rougeville personnage rocambolesque de l'histoire de Michelle Sapori sur TV5MONDE
- Le Chevalier de Maison-Rouge (mini-série), de Claude Barma, 1963.